# أكو جونوفسكي
أكو جونوفسكي مواليد 29 ديسمبر 1980 في بيتولا، جمهورية مقدونيا، هو لاعب كرة يد مقدوني يلعب كظهير أيسر. يلعب حاليا مع نادي برقيشر لكرة اليد ويحمل الرقم 29. مثل منتخب مقدونيا لكرة اليد.

## المسيرة الاحترافية
لعب مع نادي بشكتاش لكرة اليد في الدوري التركي في موسم 2003–2004، ثم انضم إلى نادي فاردار لكرة اليد في موسم 2004–2005، ثم انضم إلى نادي لوغرونيو لكرة اليد في الدوري الإسباني في سنة 2015، ثم انضم إلى نادي برقيشر لكرة اليد في الدوري الألماني في سنة 2015.

## سجل المنافسة
شارك في البطولات التالية:
- بطولة العالم لكرة اليد للرجال 2015
- بطولة أوروبا لكرة اليد للرجال 2012
- بطولة أوروبا لكرة اليد للرجال 2014
- بطولة أوروبا لكرة اليد للرجال 2016

## روابط خارجية
- أكو جونوفسكي على موقع الاتحاد الأوروبي لكرة اليد (الإنجليزية)